# Theninae
Sous-famille
Les Theninae sont une sous-famille de crustacés de l'ordre des décapodes (les décapodes ont cinq paires de pattes) et de la famille des Scyllaridae. La sous-famille est monotypique, ne comprenant qu'un genre, Thenus Leach, 1816.

## Liste des genres
Selon World Register of Marine Species (2 janvier 2019) :
- Thenus Leach, 1816